# Graue Breitfußbeutelmaus
Die Graue Breitfußbeutelmaus (Antechinus agilis) ist eine Beuteltierart aus der Gattung der Breitfuß-Beutelmäuse.

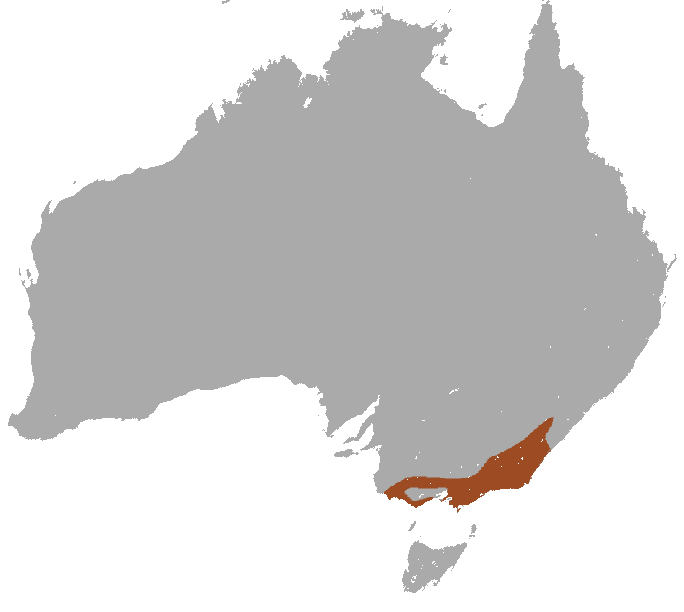
Verbreitungskarte von Antechinus agilis

## Beschreibung
Die Graue Breitfußbeutelmaus hat eine Kopf-Rumpf-Länge von 6,2 bis 12,8 cm und einen 6 bis 11,6 cm langen Schwanz. Männchen erreichen ein Gewicht von 20 bis 40 g, Weibchen bleiben mit 16 bis 25 g deutlich leichter. Der Schwanz ist dünn und in den meisten Fällen genau so lang wie Kopf und Rumpf. Das Fell hat eine graue oder graubraune Tönung. Dabei ist die Rückenseite etwas dunkler und die Bauchseite und ein auffallender Ring um die Augen etwas heller. Von der weiter nördlich vorkommenden Stuart-Breitfußbeutelmaus (Antechinus stuartii) unterscheidet sich die Graue Breitfußbeutelmaus durch ihre Kleinheit, das grauere Fell, größere obere Schneidezähne, einen Höcker an der der Zunge zugewandten Seite der Prämolaren 1 bis 3 und einen größeren Augenabstand.

## Verbreitung und Lebensweise
Diese Beutelmaus bewohnt feuchte Wälder von der Küste bis in Höhen von 2000 Metern im südöstlichen Australien – im südöstlichen New South Wales und in Victoria. Die Nahrung besteht hauptsächlich aus Wirbellosen. Sie frisst mit Vorliebe größere Insekten wie etwa Kakerlaken, große Käfer und Spinnen, und gelegentlich auch kleine Skinke und Beeren. Diese Art ist bekannt dafür, bei Nahrungsmangel in einen Starrezustand (Torpor) zu fallen.
Wie bei allen Breitfuß-Beutelmäusen kommt es bei Antechinus agilis zum synchronen Sterben aller Männchen nach der Paarungszeit. Die Jungtiere werden nach einer Tragzeit von etwa 27 Tagen geboren.

## Bedrohung
Diese Art ist weit verbreitet, auch wenn ihr Lebensraum infolge der Abholzung der Wälder, durch das Betreiben von Plantagen, Ernten, Landnahme durch kontrollierte Brände und die Einführung von Katze und Rotfuchs verringert wurde. Trotz dieser Aspekte weist nichts darauf hin, dass diese Art bedroht ist. Die IUCN listet sie als ungefährdet (least concern).

## Taxonomie
Bereits in den 1980er-Jahren wurde festgestellt, dass die Populationen von Antechinus stuartii etwa südlich des 35. Breitengrades sich deutlich von den nördlichen unterscheiden. Aber erst 1998 wurde diese südliche Population als eigene Art, Antechinus agilis, formell erstbeschrieben. 
Der Artzusatz im wissenschaftlichen Namen ist aus dem lateinischen Wort agilis (agil/beweglich) gebildet.